# Trocherateina thyridiata
Trocherateina thyridiata là một loài bướm đêm trong họ Geometridae.